# Alan Scott-Moncrieff

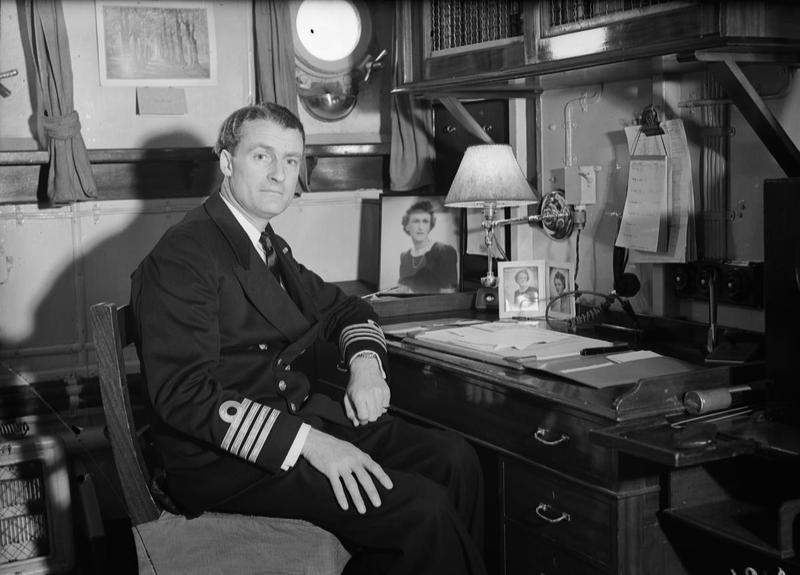
Alan Scott-Moncrieff an Bord der HMS Faulknor 1943

Sir Alan Kenneth Scott-Moncrieff, KCB, CBE, DSO & Bar (* 3. September 1900 in Buenos Aires; † 25. November 1980) war ein Offizier der Royal Navy, zuletzt Admiral, der von 1955 bis 1957 als Oberbefehlshaber der Fernostflotte diente.

## Leben
Scott-Moncrieff wurde in Buenos Aires, Argentinien, als ältester Sohn von Robert Lawrence Scott-Moncrieff und Victorine Troutbeck geboren, deren Vater, John Brown Troutbeck, sich in Buenos Aires niedergelassen hatte. Er war ein Cousin von Sir George Kenneth Scott-Moncrieff.
Er wurde am Royal Naval College in Osborne und Dartmouth ausgebildet.
Noch als Teenager trat Scott-Moncrieff 1917, im letzten Jahr des Ersten Weltkriegs, der Royal Navy bei und diente als Midshipman auf der HMS Orion.
Im Zweiten Weltkrieg diente er als Kapitän der HMS Enchantress und ab 1941 als Chief Signals Officer von Admiral Lord Louis Mountbatten im Combined Operations Headquarters, bevor er 1942 Kapitän der HMS Faulknor wurde.
Nach dem Krieg wurde Scott-Moncrieff Stabschef von Admiral Sir Arthur Palliser, Oberbefehlshaber in Ostindien, und ab 1949 Kommandeur der HMS Superb. Er wurde zum Vorsitzenden des Naval Advisory Committee der NATO ernannt 1950 wurde er Stellvertreter der Far East Fleet und 1951 Kommandeur des 5. Kreuzergeschwaders. 1952 wurde er Kommandant der Commonwealth-Seestreitkräfte, die im Koreakrieg dienten, und 1953 zum Admiral, der die Reserven befehligte. Seine letzte Ernennung war als Commander-in-Chief der Fernostflotte im Jahr 1955; im September 1955 stattete er Australien einen offiziellen Besuch ab. 1958 trat er in den Ruhestand.